# Marc-Patrick Meister
Marc-Patrick Meister (* 23. Juli 1980 in Bruchsal) ist ein deutscher Fußballtrainer.
Meister ist lizenzierter DFB-Fußballlehrer und erster deutscher Absolvent des Master-Studiengangs Dirección de fútbol ‚Fußball und Talententwicklung‘ an der Escuela Universitaria de Real Madrid.

## Karriere
Meister war von 2004 bis Ende 2006 Trainer des FV Ubstadt (Kreisliga Bruchsal) und betreute anschließend die Jugendabteilung des Hamburger SV bis zum Ende der Saison 2009/10. Im März 2011 übernahm er hier die Leitung der Präformation. Danach war er bis 2015 zwei Jahre Trainer der U19 von Borussia Dortmund. Zu Beginn der Saison 2016/17 wurde er Trainer der U17 des Karlsruher SC.
Nachdem sich der KSC im April 2017 von Mirko Slomka getrennt hatte, wurde der bisherige Co-Trainer Meister neuer Cheftrainer des Zweitligisten. Er war damit der Dritte, der diese Funktion bei den Karlsruhern in der Saison 2016/17 übernahm. Am Saisonende stieg er mit dem KSC in die 3. Liga ab. Er sollte mit der Mannschaft den sofortigen Wiederaufstieg schaffen, startete aber schwach in die Saison mit nur einem Sieg in den ersten fünf Spielen. Der Karlsruher SC trennte sich zwei Tage nach der 0:4-Niederlage gegen den SC Fortuna Köln am 20. August 2017 von Meister.
Meister spielt nach seiner Freistellung beim Karlsruher SC seit 2017 beim FV Ubstadt (Kreisliga Bruchsal) als Aktiver in der 1. Mannschaft Fußball.
Im Anschluss an seine Tätigkeit in Karlsruhe fungierte er zunächst als Co-Trainer der deutschen U-15-Nationalmannschaft, bevor er kurzzeitig Co-Trainer bei Ulsan Hyundai war. Er kehrte jedoch 2019 zur U-15-Nationalmannschaft zurück und übernahm das Amt des Cheftrainers. Seitdem betreut Meister jeweils einen Spielerjahrgang als Trainer von der U-15-Nationalmannschaft bis zur U-17-Nationalmannschaft. Er rotiert hierbei auf der Cheftrainerposition für die U-15- bis U-17-Junioren-Nationalmannschaften mit Michael Prus und André Pawlak.